# シュッピルリウマ1世

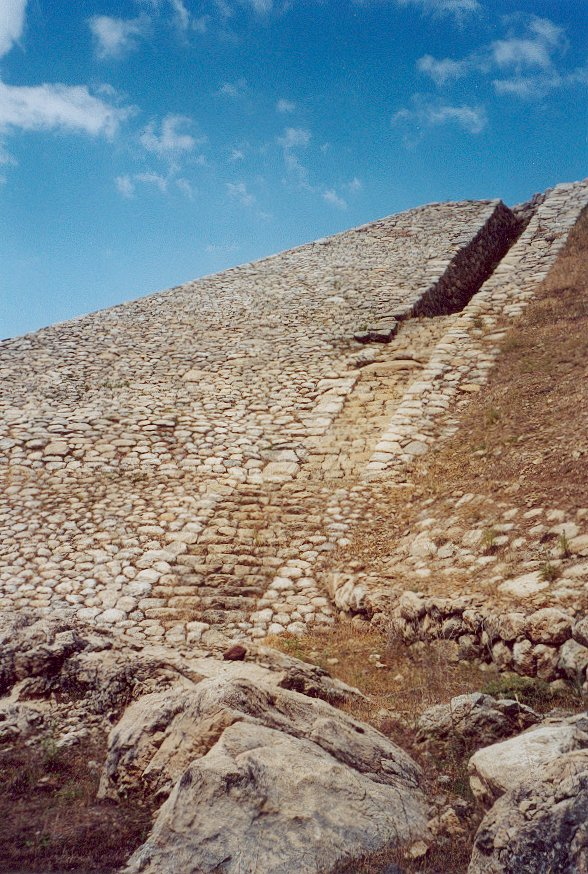
ハットゥシャの遺跡（ボアズキョイ）に残る巨大な石塁（イェルカプ）。シュッピルリウマ1世は首都ハットゥシャの城壁を整備したという

シュッピルリウマ1世（Šuppiluliuma I、在位：紀元前1355年頃 - 紀元前1320年頃）は、ヒッタイトの大王。ヒッタイトの政治混乱を収め、大国としての礎を築いた。王妃は、ダドゥヘパ、ヒンティ、マルニガル。

## 来歴

### 在位年代と出自
ヒッタイト王の即位期間や年代を確定することは、史料に年代を窺わせる言及が少ないため至難の業である。シュッピルリウマ1世の場合、息子ムルシリ2世の治世9/10年目に日食が発生したことが記録されている。編年研究の進んでいるエジプトやメソポタミアの諸王との書簡のやり取りの分析に基づく同時代性を考慮しながら、この皆既日食の可能性を計算すると、紀元前1335年2月28日と、紀元前1312年6月12日という数字が得られる。それにムルシリとその父シュッピルリウマの年齢や在位期間を勘案して計算すると、シュッピルリウマの在位期間は中位年代編年で紀元前1355年頃 - 紀元前1320年頃、高位年代編年で紀元前1370年頃 - 紀元前1336年頃という数字が導き出される。しかしいずれも推定に過ぎないことに留意しなくてはならない。
シュッピルリウマはトゥドハリヤ2世の息子であるとされる。父王や兄トゥドハリヤ3世の下で、サムハを拠点にして北方のカシュカ族の支配者ピヤピリ（Piyapili）や東方のハヤサの支配者カランニ（Karanni）と戦う。彼の働きで旧都ハットゥシャにヒッタイトの王宮を復すことに成功し、有能な将軍として頭角を現した。兄トゥドハリヤ3世が王位を継いだ直後に陰謀を企ててこれを殺害し、自ら大王に即位した。国内の政治的混乱を収めるとともに、周辺に遠征を繰り返して弱体化していたヒッタイトの復興を図った。
最初の目標はカシュカ族と西方のアルザワ地方だった。アルザワのミラ国の支配者マシュフイルワに娘ムワッティを嫁がせると同時に、アルザワからハパッラまでの領土を奪い取ってこれらを降した後、矛先を東方に転じてハヤサ（アッジ）の王フッカナに妹を嫁がせてこれを降す。戦略・外交に優れたシュッピルリウマの働きによりヒッタイトの国土は三倍となり、ヒッタイトはエジプトに次いでオリエント第二の大国として復興した。

### ミタンニ攻略
ついでトゥシュラッタが新たなミタンニ王になると、シュッピルリウマ1世はミタンニを攻撃したが失敗した。この後シュッピルリウマ1世は北シリアの交易拠点都市ウガリットを傘下に納めて従属条約を締結するとともに、婚姻外交によってバビロン第3王朝（カッシート）と同盟を結んでミタンニに圧力をかけた。そして改めてミタンニを攻撃するべくフルリ人の国家イシュワを攻略し、更にミタンニの首都ワシュカンニを目指した。ミタンニ王トゥシュラッタは戦わずして逃亡したが、その後息子に殺された。
東南の「フルリ人の王」の称号を持つに過ぎなかったアルタタマ2世と条約を結んで東方の国境線を定めた。シュッピルリウマ1世はミタンニの新王としてトゥシュラッタの政敵であったアルタタマ2世を擁立した。
次のシュッタルナ3世がアッシリアと結ぼうとしたため打ち果し、シャッティワザ（マッティワザとも）を擁立し、自分の娘と結婚させてミタンニに影響力を確保した。更にミタンニ領であったハルパ市やカルケミシュ市を攻略し、息子のテレピヌをハルパ王に、別の息子ピヤシリをカルケミシュ王に封じて国内を固めた。テレピヌの子孫は代々ハルパ王、キズワトナの神官、そしてテシュプ、ヘパト、シャッルッマといった神々の神官を務めた。

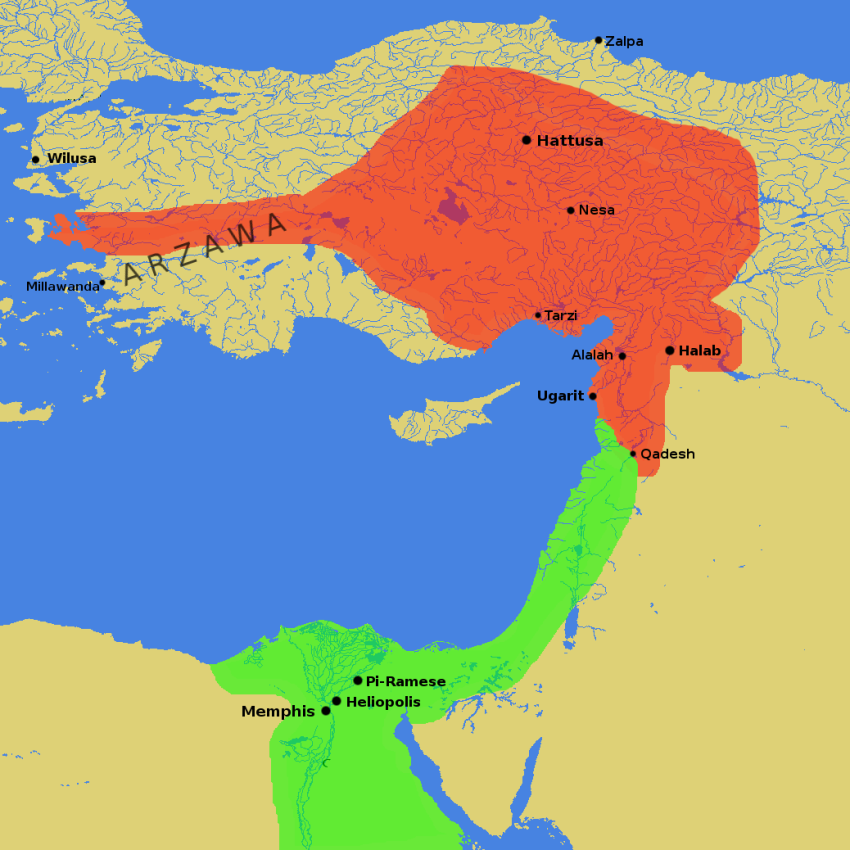
エジプト（緑）とヒッタイト（赤）の版図

### 対エジプト政策
シリア南部は伝統的にエジプト歴代王朝の宗主権の下に置かれており、当時はエジプト第18王朝が影響力を行使していた。ヒッタイトとエジプトの国境地帯に存在したアムル王国もエジプトに従属していた。エジプト王アメンホテプ4世（アクエンアテン）の生前、国境はオロンテス川以南とアムル王国までをエジプトの影響下とすることでまとまっていた。当時のアムル王国の王アジルは親エジプトの姿勢を当初は示していたが、エジプトでアメンホテプ4世（アクエンアテン）が宗教改革などのため内政重視の姿勢を取っていたのを好機としてシュッピルリウマ1世はアムル王国に圧力をかけ、アジル王に対しヒッタイトの宗主権を認めさせることに成功した。その一方でアマルナ文書にはアメンホテプ4世に宛てたシュッピルリウマの粘土板文書も含まれており、父王アメンホテプ3世以来のヒッタイト・エジプト間の友好関係維持を希望している。
アメンホテプ4世の死後、シュッピルリウマ1世の下に王子ザンナンザとアメンホテプ4世の未亡人ダハムンズとの縁談が持ち込まれ、話をまとめてザンナンザをエジプトへ派遣したが、その途上でザンナンザは暗殺された。王子ザンナンザの死に激怒したシュッピルリウマ1世は、エジプト侵攻を決意し、王子アルヌワンダ2世に命じてエジプト領アムカやカナンを攻撃させ、これを征服した。

### 疫病
しかし対エジプト戦の最中、おそらくエジプト人捕虜の持ち込んだ病原菌が原因でヒッタイト本国でも疫病が発生した。この疫病は大規模であり当時病気治癒を祈る祈祷書が多数作成されたが、疫病は貴族、王族の間にまで広まり、シュッピルリウマ1世は病に倒れ、間もなく病死した。死後、息子のアルヌワンダ2世が即位したが、彼も間もなく同じ疫病によって病死した。そして別の息子ムルシリ2世が即位した。ムルシリが残したシュッピルリウマの年代記のおかげで、このヒッタイト中興の英主の事績を割合詳しく知ることが出来る。なおヒッタイト王国史を古王国・新王国という二期に分ける時代区分法と、古・中・新と三期に分ける区分法があるが、三期区分の場合、中興の祖であるシュッピルリウマ1世を以って新王国時代の始まりとしている。

## 文献
- Eduard Meyer: Die Zeit der ägyptischen Großmacht Bd. 2/1, Wiss. Buchges. Darmstadt 1981 ISBN 3-5340-8915-4 （339ページ以降に、日食に基づく年代推定について触れられている）

## 註
1. ↑  ダハムンズは恐らく王妃を意味するエジプトの称号。ヒッタイト側では名前であると誤認したらしく本名として扱われている。ダハムンズの正体については、アメンホテプ4世の王妃ネフェルティティとする説の他に、ツタンカーメン（トゥトゥアンクアメン）の王妃アンケセナーメンであってこの縁談が持ち上がったのはツタンカーメン死後のことであるとする説もあり、双方とも有力で支持者がおりはっきりしない。
2. ↑  エジプトの将軍ホルエムヘブ（後にエジプトで王位を簒奪する）という可能性が高いとされる
3. ↑  三期区分の場合、概ね史料が乏しい時代を中王国時代と呼んでいる。シュッピルリウマではなくトゥドハリヤ1世による中興を重視して彼以降を新王国時代と呼ぶ研究者もおり、一致を見ていない。以前は二期区分が通例だったが、最近は三期区分を採る研究者がほとんどである